# Dones a Kiribati
Les dones de Kiribati són dones nascudes, que viuen o provenen de Kiribati. El rol de les dones de Kiribati es descriu a la publicació Kiribati, A Situation Analysis of Children, Women and Youth (Kiribati, una anàlisi de la situació dels nens, dones i joves, 2005) com «definida en gran manera per la seva edat i estat civil». El prestigi és inherent a la dona casada de Kiribati, però està considerablement sota l'autoritat del seu marit.

## Paper de la dona a la societat de Kiribati
En general, i malgrat les tendències canviants de la societat de Kiribati, les dones solen tractar-se com a «subordinades als homes». Per tradició, les dones de Kiribati poden heretar i posseir terres. No obstant això, «encara solen tenir poc accés als recursos moderns». Però hi ha un nombre creixent de dones de Kiribati que participen en treballs qualificats, feines professionals i funcions governamentals. Per salvaguardar la reputació de les dones de Kiribati, s'apliquen restriccions tradicionals, especialment valors relacionats amb la castedat. La responsabilitat de les dones de Kiribati a la llar inclou la cuina, la neteja, la cura del nadó i el benestar de la família. Com a part del poble de Kiribati, les seves responsabilitats i obligacions socials (segons l'anomenat unimane) inclou realitzar els buknibwai o les «accions populars», que consisteixen en compartir «porcions de menjar, diners i activitats relacionades amb l'entreteniment» amb altres habitants del poble. Per a la comunitat, les dones són les responsables de produir «diners en efectiu i productes tradicionals», i també inclou activitats de recaptació de fons per a l'església.
El 50% si la mà d'obra de Kiribati es compon de dones. A la política de Kiribati, ONU Dones va afirmar que el 4,3% dels escons parlamentaris són ocupats per dones polítiques.

## Kiribatianes destacades

### Escriptores
- Teresia Teaiwa
- Keina Tito

### Esportistes
- Taoriba Biniati
- Kaingaue David
- Tio Etita
- Kaitinano Mwemweata
- Karitaake Tewaaki

### Polítiques
- Teima Onorio
- Tekarei Russell